# Oualid Mokhtari
Oualid Mokhtari (Zentralatlas-Tamazight ⵡⴰⵍⵉⴷ ⵎⵓⵅⵜⴰⵔⵉ Walid Muchtari; * 29. April 1982 in Nador) ist ein marokkanischer Fußballspieler, der auch die deutsche Staatsbürgerschaft besitzt. Er spielt im rechten Mittelfeld.

## Karriere
Mokhtari kam nach verschiedenen Vereinen aus Raunheim bereits in der Jugend zum ersten Mal mit den Offenbacher Kickers in Kontakt und wechselte schließlich über Eintracht Frankfurt zum damaligen Regionalligisten SSV Jahn Regensburg, bei dem er – nach einem Abstecher zum VfR Mannheim – bis 2002 spielte. Daraufhin wechselte er zum Ligakonkurrenten SV Wehen, für den er weitere zwei Jahre spielte. Nach einiger Zeit, in der Mokhtari vereinslos war, wurde er im Jahr 2005 erneut von den Kickers Offenbach unter Vertrag genommen, für die er mit der Rückennummer 16 im rechten Mittelfeld spielte. In der Saison 2006/07 schoss er das entscheidende Tor zum Klassenerhalt gegen Eintracht Braunschweig (1:1), stieg aber in der Zweitligasaison 2007/08 mit den Kickers in die 3. Liga ab. Sein Vertrag wurde nicht verlängert, so dass er im Oktober 2008 ablösefrei zum Offenbacher Lokalrivalen FSV Frankfurt wechseln konnte. Dort stand er zwei Spielzeiten unter Vertrag. Im Sommer 2010 fand er jedoch keinen neuen Arbeitgeber und war vereinslos. Erst am 8. März 2012 unterschrieb er einen neuen Vertrag beim Regionalligisten VfB Lübeck bis zum 30. Juni 2013. In der Saison 2013/2014 war Mokhtari als Spielertrainer beim Gruppenligisten Dersim Rüsselsheim aktiv, mit dem er den Klassenerhalt erreichte. Mokhtari verließ die Rüsselsheimer zum Saisonende auf eigenen Wunsch hin und wechselte als Spielertrainer zum FC Marxheim in die Fußball-Kreisliga A Main-Taunus.
Zur Saison 2015/16 stieg er bei seinem Heimatverein SV 07 Raunheim als Spielertrainer ein.

## Sonstiges
- Oualid Mokhtari ist der Bruder des marokkanischen Nationalspielers Youssef Mokhtari.